# 693

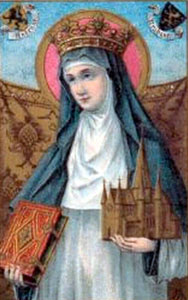
Begga van Landen (ca. 620-693)

Het jaar 693 is het 93e jaar in de 7e eeuw volgens de christelijke jaartelling.

## Gebeurtenissen

### Europa
- Koning Ergica van de Visigoten onderdrukt en vernietigt de machtsbasis van opstandige edelen in Toledo (huidige Spanje). Hij voert strenge anti-joodse wetten in, waarin de joden de status krijgen van slaaf in het Visigotische Rijk.

## Geboren
- Alfons I, koning van Asturië (overleden 757)
- Childerik III, koning van de Franken

## Overleden
- 17 december - Begga van Herstal, Frankisch edelvrouw en abdis
- Erconwald, Angelsaksisch bisschop van Londen
- Trudo, Frankisch priester en heilige (waarschijnlijke datum)